# Guttenberger Wald
Der Guttenberger Wald (häufig auch Guttenberger Forst) ist eine Gemarkung und überwiegend unbewohntes gemeindefreies Waldgebiet im unterfränkischen Landkreis Würzburg. Der Name leitet sich vom Burgstall Guttenberg ab.
Gemeinsam mit dem Irtenberger Wald ist der Guttenberger Wald als 3.994,01 Hektar großes FFH-Gebiet ausgewiesen.

## Geographie
Der Guttenberger Wald liegt im Südwesten der Stadt Würzburg, westlich des Stadtteils Steinbachtal, und grenzt auch an die Gemeinden Höchberg, Kist, Kleinrinderfeld, Kirchheim, Geroldshausen und Reichenberg, die alle im Landkreis Würzburg liegen. Die Größe des Gebiets beträgt 18,07 km².
Nördlich der Gemeinde Kirchheim liegt ein kleineres Waldgebiet, das ebenfalls zum Guttenberger Forst dazugerechnet wird. Es ist nur durch einen 280 Meter breiten Streifen, in dem der zu Kleinrinderfeld gehörenden Maisenbachhof liegt, vom Hauptgebiet getrennt. Diese Exklave des Guttenberger Walds grenzt auch an den baden-württembergischen Main-Tauber-Kreis.
Durch den Guttenberger Wald führt die Bundesautobahn 3, über die auf dem Gebiet des Waldes eine Grünbrücke verläuft. Außerdem befindet sich im Guttenberger Wald in beiden Fahrtrichtungen ein Autobahnparkplatz, der aber auf der Gemarkung der Stadt Würzburg liegt.

## Sonstiges
Im Guttenberger Wald liegt an der Kreisstraße zwischen Reichenberg und Kist das Forsthaus Guttenberg (Lage) als Exklave der Gemeinde Reichenberg. Dort befindet sich ein Biergarten, eine Minigolfanlage und ein Walderlebnispfad, an dem 2015 ein 17,5 m hoher Aussichtsturm aus Eichenholz errichtet wurde. Unweit davon befinden sich die Reste der Burg Guttenberg und nordnordöstlich die Reste der Turmhügelburg Guttenberg. Von Würzburg aus führt eine Buslinie durch Reichenberg und den Guttenberger Forst zum Forsthaus Guttenberg.
Die Bauarbeiten einer 1935 begonnenen Waldfriedhof-Anlage im Guttenberger Wald, deren Eröffnung für Mai 1936 vorgesehen gewesen war, wurden wegen Arbeitskräftemangel bald wieder eingestellt.